# Tianguá
Tianguá is een gemeente in de Braziliaanse deelstaat Ceará. De gemeente telt 68.588 inwoners (schatting 2009).
De plaats is de zetel van het rooms-katholieke bisdom Tianguá.
De gemeente grenst aan Viçosa do Ceará, Granja, Frecheirinha, Coreaú, Moraújo, Ubajara en São João da Fronteira.